# アリス・コルトレーン
アリス・コルトレーン（Alice Coltrane, 出生名:Alice McLeod, 1937年8月27日 - 2007年1月12日）は、アメリカのジャズ・ミュージシャンでピアノ、オルガン、ハープ奏者。ジョン・コルトレーンの妻としても知られる。

## 経歴

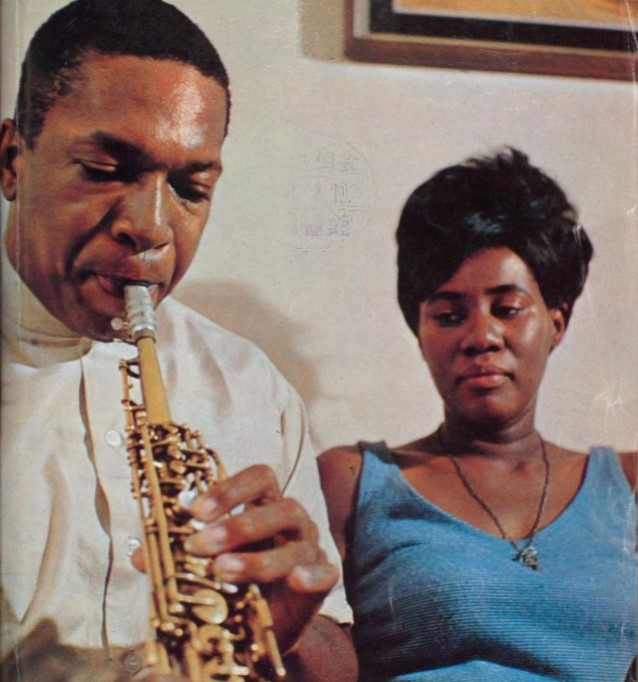
ジョン・コルトレーンとアリス・コルトレーン（1966年）

ミシガン州デトロイトに生まれ、クラシック音楽を学び、ピアノをバド・パウエルより習う。デトロイトで自己のトリオやヴィブラフォン奏者のテリー・ポーランドとデュオを組んで、プロとして活動し始める。1962年から1963年にかけてテリー・ギブスのカルテットにも参加し、この間にジョン・コルトレーンと出会っている。1965年にマッコイ・タイナーに代わり、ジョンのグループに参加。同年にジョンと結婚。1967年にジョンは肝臓癌の為に亡くなる。なお、彼との間にジョン・ジュニア（長男）、サックス奏者のラヴィ・コルトレーン（次男）、サックス・クラリネット奏者のオラン・コルトレーン（三男）がいる。しかしジョン・ジュニアは1982年に交通事故で亡くなっている。
彼女の特に重要なレコーディングはインパルス!レコードにて1960年代後期から1970年代前期にかけて録音されたものである。
彼女はインドの指導者（グル）、サティヤ・サイ・ババの信者でもある。1972年にカリフォルニア州に移り、1975年にインド哲学のヴェーダーンタ学派のセンターを創設する。1970年代後半にはTuriyasangitananda（トゥリヤサンギータナンダ）に改名。時折であるが、アリス・コルトレーン名での音楽活動も続けている。
1990年代以降も音楽活動を続け、2006年秋に、活動25周年記念として三度のコンサートを開き、ジョン・コルトレーン生誕80周年のコンサートを息子のラヴィやロイ・ヘインズ、チャーリー・ヘイデンと行った。
2007年、カリフォルニア郊外の病院にて呼吸不全で死亡。

## ディスコグラフィ

### アルバム
- 『ア・モナスティック・トリオ』 - A Monastic Trio (Impulse!) 1968年
- 『ハンティントン・アシュラム・モナストリー』 - Huntington Ashram Monastery (Impulse!) 1969年
- 『プタ、ジ・エル・ドード』 - Ptah, the El Daoud (Impulse!) 1970年
- 『ジャーニー・イン・サッチダーナンダ』 - Journey in Satchidananda (Impulse!) 1970年
- 『ユニバーサル・コンシャスネス』 - Universal Consciousness (Impulse!) 1972年
- 『ワールド・ギャラクシー〜至上の愛』 - World Galaxy (Impulse!) 1972年
- 『ロード・オブ・ローズ』 - Lord of Lords (Impulse!) 1973年
- 『永遠なる愛』 - Eternity (Warner) 1976年
- 『ラダ＝クリシュナ・ナマ・サンキルタン』 - Radha-Krisna Nama Sankirtana (Warner) 1977年
- 『トランセンデンス』 - Transcendence (Warner) 1977年
- Transfiguration (Warner) 1978年
- 『キルタン〜トゥリヤ・シングス』 - Turiya Sings (Avatar) 1982年
- Divine Songs (Avatar) 1987年
- Infinite Chants (Avatar) 1990年
- Glorious Chants (Avatar) 1995年
- 『トランスリニア・ライト』 - Translinear Light (Impulse!) 2004年

### コラボレーション
- ジョン・コルトレーンと共同名義, 『コズミック・ミュージック』 - Cosmic Music（1966年、1968年録音）(Impulse!) 1968年
- カルロス・サンタナと共演, 『啓示』 - Illuminations (Columbia) 1974年

### コンピレーション
- Reflection on Creation and Space (a Five Year View) (Impulse!) 1973年
- Priceless Jazz Collection (GRP) 1998年
- The Music of Alice Coltrane: Astral Meditations (Impulse!) 1999年
- The Impulse Story (Impulse!) 2006年
- World Spiritual Classics: Volume I: The Ecstatic Music of Alice Coltrane Turiyasangitananda (Luaka Bop) 2017年